# Станкевич, Иван Иванович
Ива́н Ива́нович Станке́вич (29 марта (11 апреля) 1914, Москва, Российская империя — 28 ноября 1978, Москва, СССР) — советский футболист, защитник. Выступал за московские клубы «Локомотив» и «Динамо». Заслуженный мастер спорта.

## Биография
Родился 11 апреля 1914 года в Москве. Сын профессора МГУ Ивана Вячеславовича Станкевича. Окончил Московский институт инженеров транспорта С 1953 по 1976 год — преподаватель теоретической механики на кафедре теоретической механики и гидравлики московского станкоинструментального института. Кандидат технических наук. Также был заместителем декана вечернего факультета института.
На молодёжном уровне Иван Станкевич выступал за столичные команды «Завод имени Ф. Э. Дзержинского» и «Снайпер». С 1937 по 1939 год выступал за «Локомотив». Дебютировал в чемпионате СССР 11 августа в матче против ленинградского «Динамо», выйдя на замену вместо Ильи Гвоздкова. Во время игры за «Локо» проходил обучение в институте инженеров железнодорожного транспорта и получил специальность инженера-путейца.
В 1940 году перешёл в «Динамо». С «бело-голубыми» он стал двукратным чемпионом страны и трёхкратным серебряным призёром первенства. Также в 1945 году он играл в финале Кубка СССР, где команда проиграла ЦДКА. В 1948 году ему было присвоено звание заслуженного мастера спорта. Из-за многочисленных травм был вынужден уйти из футбола.
Участник турне «Динамо» по Великобритании 1945 года.
С 1949 по 1951 год был помощником тренера в «Динамо».

## Достижения

### Командные
«Динамо»
- Чемпион СССР (2): 1940, 1945

### Личные
- В списке 33 лучших футболистов сезона в СССР: № 1 (1945)

## Киновоплощения
- Олег Капанец — «Лев Яшин. Вратарь моей мечты», 2019 год.